# Discinellaceae
Discinellaceae Ekanayaka & K.D. Hyde – rodzina grzybów z rzędu tocznikowców (Helotiales).

## Charakterystyka
Są to saprotrofy rozwijające się na martwych roślinach i resztkach roślinnych. Apotecja workowato-tarczowate lub tarczkowate, okrągłe, galaretowate, na brzegach gładkie lub czasami pokryte włoskami. Zewnętrzna część ekscypulum zbudowana z galaretowatych szklistych komórek o teksturz pryzmatycznej lub bardzo misternej. Część rdzeniowa złożona z komórek o podobnej teksturze. Wstawki podobne do strzępek, rozgałęzione na wierzchołkach. Worki 8-zarodnikowe, cylindryczne, czasem wyrastające z pastorałek, amyloidalne lub nieamyloidalne. Askospory ellipsoidalne, bez sept, szkliste. Konidiogeneza holoblastyczna. Konidiofory szkliste, czasami rozgałęzione, nitkowate, kuliste lub wrzecionowate, niektóre z nich tworzą dimorficzne konidia.

## Systematyka
Pozycja w klasyfikacji według Index Fungorum: 
Discinellaceae, Helotiales, Leotiomycetidae, Leotiomycetes, Pezizomycotina, Ascomycota, Fungi.
Według aktualizowanej klasyfikacji Index Fungorum bazującej na Dictionary of the Fungi do rodziny tej należą rodzaje:
- Cladochasiella Marvanová 1997
- Discinella Boud. 1885
- Fontanospora Dyko 1978
- Geocoryne Korf 1978
- Gyoerffyella Kol 1928
- Lemonniera De Wild. 1894
- Margaritispora Ingold 1942
- Naevala B. Hein 1976
- Pezoloma Clem. 1909
- Pseudopezicula Korf 1986
- Tetrachaetum Ingold 1942
- Varicosporium W. Kegel 1906[1].